# 블라고베셴스크 (바시코르토스탄 공화국)

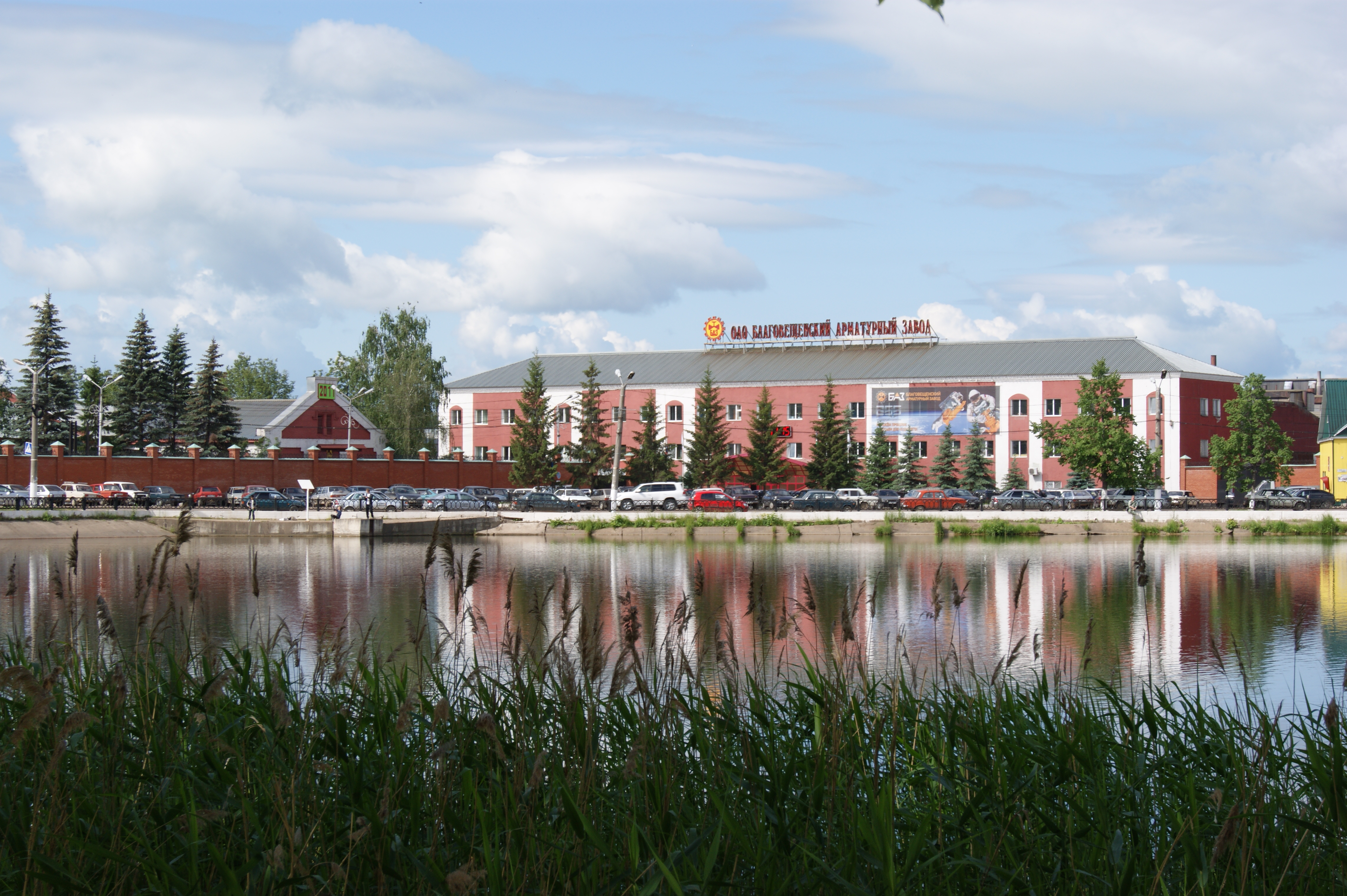

블라고베셴스크(러시아어: Благовещенск)는 러시아 바시키르 공화국 블라고베셴스키 군의 중심지이다. 인구는 3만3,300명(2005년)이다.
벨라야강에 접해 있고 우파에서 42km 지점에 위치해 있다.